# La Pulzella d'Orléans (opera)
La Pulzella d'Orléans è un'opera in quattro atti e sei scene di Pëtr Il'ič Čajkovskij, il cui libretto fu redatto dal compositore stesso a partire da fonti diverse: La Pulzella d'Orléans (Die Jungfrau von Orleans) di Friedrich Schiller, nella traduzione di Vasilij Andreevič Žukovskij, Giovanna d'Arco di Jules Barbier, il libretto di Auguste Mermet per la propria opera Jeanne d'Arc e la biografia di Giovanna d'Arco di Henri Wallon. Quest'opera fu dedicata al direttore d'orchestra Eduard Napravnik e fu rappresentata per la prima volta al teatro Mariinskij di San Pietroburgo, il 13 (25) febbraio 1881.

## Storia della composizione
La storia dell'eroina francese Giovanna d'Arco, come soggetto per un'opera lirica, interessò Čajkovskij a partire dal 1878, e non a caso. Il dramma La Pulzella d'Orléans di Friedrich Schiller ebbe una grande popolarità nel corso dell'Ottocento in Russia, anche grazie alla traduzione di Žukovskij, sebbene la sua rappresentazione fosse stata proibita. Inoltre Čajkovskij, dopo la messa in scena dell'Evgenij Onegin, desiderava creare un'opera più grandiosa e tragica. Il compositore iniziò il suo lavoro alla fine del 1878, e lo completò in circa 9 mesi. La prima ebbe luogo il 13 (25) febbraio del 1881 al Mariinskij, e fu diretta da
Eduard Nápravník, al quale l'opera era dedicata.
L'organico dell'orchestra era il seguente:
- Archi: violini I, violini II, viole, violoncelli e contrabbassi
- Legni: ottavino, 3 flauti, 2 oboi, corno inglese, 2 clarinetti, 2 fagotti
- Ottoni: 4 corni, 2 cornette, 2 trombe, 3 tromboni tenori, tuba
- Percussioni: timpani, triangolo, tamburello basco, tamburo, grancassa, tam-tam, campana (in do)
- Altro: arpa, organo
- Fuori scena: 3 trombe e una banda di fiati

## Cast della prima assoluta
| Personaggio     | Vocalità | Interprete 25 febbraio 1881 (direttore Eduard Francevič Napravnik |
| --------------- | -------- | ----------------------------------------------------------------- |
| Giovanna d'Arco | soprano  | Mariya Kamenskaya                                                 |
| Carlo VII       | tenore   | Mikhail Vasilyev                                                  |
| Agnese Sorel    | soprano  | Wilhelmina Raab                                                   |
| Dunois          | baritono | Fyodor Stravinsky                                                 |
| Lionel          | baritono | Ippolit Pryanishnikov                                             |
| L'Arcivescovo   | basso    | Vladimir Mayboroda                                                |
| Raymond         | tenore   | Sokolov                                                           |
| Thibaut         | basso    | Mikhail Koryakin                                                  |

## Trama
L'azione si svolge in Francia all'inizio del XV secolo.

### Atto I
Nella piazza di un villaggio. Alcune ragazze adornano una quercia e intonano dei canti. Il contadino Thibaut è infastidito dalla loro spensieratezza in un momento così terribile per la patria. Egli è inquieto per sua figlia, la diciassettenne Giovanna d'Arco: la vuole dare in sposa a Raimond, per allontanarla dai pericoli, ma lei sente come un ordine dall'alto di essere destinata ad altre cose. Le campane annunciano la caduta di Parigi e l'assedio di Orléans, che rischia di soccombere. Il popolo prega disperato per la salvezza, e Giovanna profetizza con ispirazione la vicina vittoria sul nemico. La ragazza prende congedo dal padre, mentre ode voci di angeli, che la ringraziano per la sua impresa eroica.

### Atto II
Nel castello di Chinon. Il re Carlo VII si diverte a corte con la sua amante, tra paggi, buffoni e menestrelli, dimentico dei suoi doveri. Né la comparsa del cavaliere Lauret, ferito a morte in battaglia, né la dipartita del valoroso cavaliere Dunois, che decide di lasciare la corte per unirsi ai combattenti, non fanno smuovere il re dalla sua decisione di salvarsi con la ritirata. All'improvviso entra l'arcivescovo, accompagnato da cortigiani e popolani, a riferire al re della fuga degli inglesi, della vittoria dei francesi e della "gloriosa ragazza" che ha caricato i soldati nella lotta decisiva. Giovanna racconta ai presenti stupefatti la visione che ha avuto, con l'ordine di guidare la lotta agli invasori stranieri. Il voto preservare la sua verginità era la condizione per la vittoria. Per ordine del re Giovanna è messa a capo delle truppe.

### Atto III
Scena prima In un fitto bosco. Giovanna affronta a duello il cavaliere borgognone Lionel, che rimane ferito e perde l'elmo. Sedotta dal bel viso del giovane, la ragazza non lo uccide. Lionel è toccato dalla magnanimità di Giovanna, che, scossa da un sentimento nuovo, considera la possibilità di infrangere il suo voto. Lionel decide di passare dalla parte dei francesi e consegna la sua spada a Dunois che è appena arrivato, mentre il suo cuore già arde d'amore per Giovanna.
Scena seconda La piazza della cattedrale di Reims. Il popolo rende gloria al re e a Giovanna vincitrice. Suo padre Thibaut è molto afflitto perché ritiene che tutte le gesta di Giovanna derivino dal diavolo e decide di dover salvare l'anima della figlia, anche a costo di sacrificarne la vita. Proprio quando il re proclama Giovanna salvatrice della patria e ordina di erigerle un altare, Thibaut l'accusa di essere in comunione col maligno e le chiede di dimostrare pubblicamente la sua purezza. Alla domanda se si ritenga pura o impura, Giovanna però non risponde, tormentata dall'amore per Lionel. Dunois cerca di proteggerla, ma il popolo, spaventato dai tuoni di un temporale, la respinge, temendo il castigo divino. Giovanna scaccia via Lionel, che invano desidera intervenire per lei.

### Atto IV
Scena prima In un bosco. Giovanna d'Arco è sola, abbandonata e maledetta da tutti, in preda ai suoi tormenti. All'improvviso appare Lionel, che la stava cercando disperatamente: la riconosce e lei gli risponde non potendo opporsi al sentimento d'amore. Ma la loro felicità dura solo un istante: sopraggiungono infatti dei soldati inglesi che uccidono Lionel e trascinano via la ragazza.
Scena seconda Sulla piazza di Rouen. Il rogo è pronto: Giovanna sarà giustiziata. Il popolo, riunitosi in gran numero, prova compassione per l'eroina, e non crede nella giustizia della punizione. La ragazza è condotta al rogo a cui viene dato fuoco. Giovanna tiene fra le mani una croce e si affida a Dio, pronta ad affrontare la morte. Sente le voci di angeli, che le annunciano il perdono.

## Struttura dell'opera
- Introduzione

### Atto I
- 1 Coro delle fanciulle
- 2 Scena e trio
- 3 Scena
- 4 Coro del popolo e scena
- 5 Scena
- 6 Inno
- 7 Aria di Giovanna
- 8 Finale e coro degli angeli

### Atto II
- 9 Intermezzo
- 10 Coro dei menestrelli
- 11 Danza degli zingari, danza dei paggi e dei nani, danza dei clown e dei buffoni
- 12 Scena e duetto
- 13 Arioso di Agnès e duettino
- 14 Scena e racconto dell'arcivescovo
- 15 Racconto di Giovanna
- 16 Finale

### Atto III
Scena prima
- 17 Scena e duetto

Scena seconda
- 18 Marcia
- 19 Scena e duettino
- 20 Finale

### Atto IV
Scena prima
- 21 Introduzione e scena
- 22 Duetto e scena

Scena seconda
- 23 Scena finale